# Danh sách tiểu hành tinh: 8901–9000
| Tên                | Tên đầu tiên | Ngày phát hiện       | Nơi phát hiện  | Người phát hiện                                        |
| ------------------ | ------------ | -------------------- | -------------- | ------------------------------------------------------ |
| 8901 -             | 1995 UJ4     | 20 tháng 10 năm 1995 | Oizumi         | T. Kobayashi                                           |
| 8902 -             | 1995 UK4     | 20 tháng 10 năm 1995 | Oizumi         | T. Kobayashi                                           |
| 8903 -             | 1995 UB7     | 16 tháng 10 năm 1995 | Nachi-Katsuura | Y. Shimizu, T. Urata                                   |
| 8904 Yoshihara     | 1995 VY      | 15 tháng 11 năm 1995 | Oizumi         | T. Kobayashi                                           |
| 8905 Bankakuko     | 1995 WJ      | 16 tháng 11 năm 1995 | Oizumi         | T. Kobayashi                                           |
| 8906 Yano          | 1995 WF2     | 18 tháng 11 năm 1995 | Oizumi         | T. Kobayashi                                           |
| 8907 Takaji        | 1995 WM5     | 24 tháng 11 năm 1995 | Oizumi         | T. Kobayashi                                           |
| 8908 -             | 1995 WY6     | 18 tháng 11 năm 1995 | Kushiro        | S. Ueda, H. Kaneda                                     |
| 8909 Ohnishitaka   | 1995 WL7     | 27 tháng 11 năm 1995 | Oizumi         | T. Kobayashi                                           |
| 8910 -             | 1995 WV42    | 25 tháng 11 năm 1995 | Kushiro        | S. Ueda, H. Kaneda                                     |
| 8911 Kawaguchijun  | 1995 YA      | 17 tháng 12 năm 1995 | Oizumi         | T. Kobayashi                                           |
| 8912 Ohshimatake   | 1995 YN1     | 21 tháng 12 năm 1995 | Oizumi         | T. Kobayashi                                           |
| 8913 -             | 1995 YB2     | 22 tháng 12 năm 1995 | Haleakala      | NEAT                                                   |
| 8914 Nickjames     | 1995 YP2     | 25 tháng 12 năm 1995 | Stakenbridge   | B. G. W. Manning                                       |
| 8915 Sawaishujiro  | 1995 YK3     | 27 tháng 12 năm 1995 | Oizumi         | T. Kobayashi                                           |
| 8916 -             | 1996 CC      | 1 tháng 2 năm 1996   | Xinglong       | Chương trình tiểu hành tinh Bắc Kinh Schmidt CCD       |
| 8917 -             | 1996 EU2     | 9 tháng 3 năm 1996   | Xinglong       | Beijing Schmidt CCD Asteroid Program                   |
| 8918 -             | 1996 OR1     | 20 tháng 7 năm 1996  | Xinglong       | Beijing Schmidt CCD Asteroid Program                   |
| 8919 -             | 1996 TU13    | 9 tháng 10 năm 1996  | Xinglong       | Beijing Schmidt CCD Asteroid Program                   |
| 8920 -             | 1996 VZ29    | 7 tháng 11 năm 1996  | Kushiro        | S. Ueda, H. Kaneda                                     |
| 8921 -             | 1996 VH30    | 7 tháng 11 năm 1996  | Kushiro        | S. Ueda, H. Kaneda                                     |
| 8922 Kumanodake    | 1996 VQ30    | 10 tháng 11 năm 1996 | Nanyo          | T. Okuni                                               |
| 8923 Yamakawa      | 1996 WQ1     | 30 tháng 11 năm 1996 | Oizumi         | T. Kobayashi                                           |
| 8924 Iruma         | 1996 XA32    | 14 tháng 12 năm 1996 | Chichibu       | N. Sato                                                |
| 8925 Boattini      | 1996 XG32    | 4 tháng 12 năm 1996  | Cima Ekar      | M. Tombelli, U. Munari                                 |
| 8926 Abemasanao    | 1996 YK      | 20 tháng 12 năm 1996 | Oizumi         | T. Kobayashi                                           |
| 8927 Ryojiro       | 1996 YT      | 20 tháng 12 năm 1996 | Oizumi         | T. Kobayashi                                           |
| 8928 -             | 1996 YH2     | 23 tháng 12 năm 1996 | Xinglong       | Chương trình tiểu hành tinh Bắc Kinh Schmidt CCD       |
| 8929 Haginoshinji  | 1996 YQ2     | 29 tháng 12 năm 1996 | Oizumi         | T. Kobayashi                                           |
| 8930 Kubota        | 1997 AX3     | 6 tháng 1 năm 1997   | Oizumi         | T. Kobayashi                                           |
| 8931 Hirokimatsuo  | 1997 AC4     | 6 tháng 1 năm 1997   | Oizumi         | T. Kobayashi                                           |
| 8932 Nagatomo      | 1997 AR4     | 6 tháng 1 năm 1997   | Oizumi         | T. Kobayashi                                           |
| 8933 Kurobe        | 1997 AU6     | 6 tháng 1 năm 1997   | Chichibu       | N. Sato                                                |
| 8934 Nishimurajun  | 1997 AQ12    | 10 tháng 1 năm 1997  | Oizumi         | T. Kobayashi                                           |
| 8935 Beccaria      | 1997 AV13    | 11 tháng 1 năm 1997  | Sormano        | P. Sicoli, M. Cavagna                                  |
| 8936 -             | 1997 AS17    | 14 tháng 1 năm 1997  | Farra d'Isonzo | Farra d'Isonzo                                         |
| 8937 Gassan        | 1997 AK19    | 13 tháng 1 năm 1997  | Nanyo          | T. Okuni                                               |
| 8938 -             | 1997 AF21    | 9 tháng 1 năm 1997   | Kushiro        | S. Ueda, H. Kaneda                                     |
| 8939 Onodajunjiro  | 1997 BU1     | 29 tháng 1 năm 1997  | Oizumi         | T. Kobayashi                                           |
| 8940 Yakushimaru   | 1997 BA2     | 29 tháng 1 năm 1997  | Oizumi         | T. Kobayashi                                           |
| 8941 Junsaito      | 1997 BL2     | 30 tháng 1 năm 1997  | Oizumi         | T. Kobayashi                                           |
| 8942 Takagi        | 1997 BR2     | 30 tháng 1 năm 1997  | Oizumi         | T. Kobayashi                                           |
| 8943 Stefanozavka  | 1997 BH3     | 30 tháng 1 năm 1997  | Stroncone      | Stroncone                                              |
| 8944 Ortigara      | 1997 BF9     | 30 tháng 1 năm 1997  | Cima Ekar      | U. Munari, M. Tombelli                                 |
| 8945 Cavaradossi   | 1997 CM      | 1 tháng 2 năm 1997   | Prescott       | P. G. Comba                                            |
| 8946 Yoshimitsu    | 1997 CO      | 1 tháng 2 năm 1997   | Oizumi         | T. Kobayashi                                           |
| 8947 Mizutani      | 1997 CH26    | 14 tháng 2 năm 1997  | Oizumi         | T. Kobayashi                                           |
| 8948 -             | 1997 CW27    | 6 tháng 2 năm 1997   | Xinglong       | Chương trình tiểu hành tinh Bắc Kinh Schmidt CCD       |
| 8949 -             | 1997 CM28    | 13 tháng 2 năm 1997  | Xinglong       | Beijing Schmidt CCD Asteroid Program                   |
| 8950 -             | 1997 EG46    | 15 tháng 3 năm 1997  | Xinglong       | Beijing Schmidt CCD Asteroid Program                   |
| 8951 -             | 1997 FO      | 19 tháng 3 năm 1997  | Xinglong       | Beijing Schmidt CCD Asteroid Program                   |
| 8952 ODAS          | 1998 EG2     | 2 tháng 3 năm 1998   | Caussols       | ODAS                                                   |
| 8953 -             | 1998 FC61    | 20 tháng 3 năm 1998  | Socorro        | LINEAR                                                 |
| 8954 -             | 1998 FK62    | 20 tháng 3 năm 1998  | Socorro        | LINEAR                                                 |
| 8955 -             | 1998 FR79    | 24 tháng 3 năm 1998  | Socorro        | LINEAR                                                 |
| 8956 -             | 1998 FN119   | 31 tháng 3 năm 1998  | Socorro        | LINEAR                                                 |
| 8957 Koujounotsuki | 1998 FM125   | 22 tháng 3 năm 1998  | Geisei         | T. Seki                                                |
| 8958 Stargazer     | 1998 FJ126   | 23 tháng 3 năm 1998  | Reedy Creek    | J. Broughton                                           |
| 8959 Oenanthe      | 2550 P-L     | 24 tháng 9 năm 1960  | Palomar        | C. J. van Houten, I. van Houten-Groeneveld, T. Gehrels |
| 8960 Luscinioides  | 2575 P-L     | 24 tháng 9 năm 1960  | Palomar        | C. J. van Houten, I. van Houten-Groeneveld, T. Gehrels |
| 8961 Schoenobaenus | 2702 P-L     | 24 tháng 9 năm 1960  | Palomar        | C. J. van Houten, I. van Houten-Groeneveld, T. Gehrels |
| 8962 Noctua        | 2771 P-L     | 24 tháng 9 năm 1960  | Palomar        | C. J. van Houten, I. van Houten-Groeneveld, T. Gehrels |
| 8963 Collurio      | 4651 P-L     | 24 tháng 9 năm 1960  | Palomar        | C. J. van Houten, I. van Houten-Groeneveld, T. Gehrels |
| 8964 Corax         | 7643 P-L     | 17 tháng 10 năm 1960 | Palomar        | C. J. van Houten, I. van Houten-Groeneveld, T. Gehrels |
| 8965 Citrinella    | 9511 P-L     | 17 tháng 10 năm 1960 | Palomar        | C. J. van Houten, I. van Houten-Groeneveld, T. Gehrels |
| 8966 Hortulana     | 3287 T-1     | 26 tháng 3 năm 1971  | Palomar        | C. J. van Houten, I. van Houten-Groeneveld, T. Gehrels |
| 8967 Calandra      | 4878 T-1     | 13 tháng 5 năm 1971  | Palomar        | C. J. van Houten, I. van Houten-Groeneveld, T. Gehrels |
| 8968 Europaeus     | 1212 T-2     | 29 tháng 9 năm 1973  | Palomar        | C. J. van Houten, I. van Houten-Groeneveld, T. Gehrels |
| 8969 Alexandrinus  | 1218 T-2     | 29 tháng 9 năm 1973  | Palomar        | C. J. van Houten, I. van Houten-Groeneveld, T. Gehrels |
| 8970 Islandica     | 1355 T-2     | 29 tháng 9 năm 1973  | Palomar        | C. J. van Houten, I. van Houten-Groeneveld, T. Gehrels |
| 8971 Leucocephala  | 2256 T-2     | 29 tháng 9 năm 1973  | Palomar        | C. J. van Houten, I. van Houten-Groeneveld, T. Gehrels |
| 8972 Sylvatica     | 2319 T-2     | 29 tháng 9 năm 1973  | Palomar        | C. J. van Houten, I. van Houten-Groeneveld, T. Gehrels |
| 8973 Pratincola    | 3297 T-2     | 30 tháng 9 năm 1973  | Palomar        | C. J. van Houten, I. van Houten-Groeneveld, T. Gehrels |
| 8974 Gregaria      | 3357 T-2     | 25 tháng 9 năm 1973  | Palomar        | C. J. van Houten, I. van Houten-Groeneveld, T. Gehrels |
| 8975 Atthis        | 4076 T-2     | 29 tháng 9 năm 1973  | Palomar        | C. J. van Houten, I. van Houten-Groeneveld, T. Gehrels |
| 8976 Leucura       | 4221 T-2     | 29 tháng 9 năm 1973  | Palomar        | C. J. van Houten, I. van Houten-Groeneveld, T. Gehrels |
| 8977 Paludicola    | 4272 T-2     | 29 tháng 9 năm 1973  | Palomar        | C. J. van Houten, I. van Houten-Groeneveld, T. Gehrels |
| 8978 Barbatus      | 3109 T-3     | 16 tháng 10 năm 1977 | Palomar        | C. J. van Houten, I. van Houten-Groeneveld, T. Gehrels |
| 8979 Clanga        | 3476 T-3     | 16 tháng 10 năm 1977 | Palomar        | C. J. van Houten, I. van Houten-Groeneveld, T. Gehrels |
| 8980 Heliaca       | 4190 T-3     | 16 tháng 10 năm 1977 | Palomar        | C. J. van Houten, I. van Houten-Groeneveld, T. Gehrels |
| 8981 -             | 1964 YJ      | 31 tháng 12 năm 1964 | Nanking        | Purple Mountain Observatory                            |
| 8982 Oreshek       | 1973 SQ3     | 25 tháng 9 năm 1973  | Nauchnij       | L. V. Zhuravleva                                       |
| 8983 Rayakazakova  | 1977 ED1     | 13 tháng 3 năm 1977  | Nauchnij       | N. S. Chernykh                                         |
| 8984 Derevyanko    | 1977 QD3     | 22 tháng 8 năm 1977  | Nauchnij       | N. S. Chernykh                                         |
| 8985 Tula          | 1978 PV3     | 9 tháng 8 năm 1978   | Nauchnij       | N. S. Chernykh, L. I. Chernykh                         |
| 8986 Kineyayasuyo  | 1978 VN2     | 1 tháng 11 năm 1978  | Caussols       | K. Tomita                                              |
| 8987 -             | 1978 VD4     | 7 tháng 11 năm 1978  | Palomar        | E. F. Helin, S. J. Bus                                 |
| 8988               | 1979 MA4     | 25 tháng 6 năm 1979  | Siding Spring  | E. F. Helin, S. J. Bus                                 |
| 8989               | 1979 XJ      | 15 tháng 12 năm 1979 | La Silla       | H. Debehogne, E. R. Netto                              |
| 8990 Compassion    | 1980 DN      | 19 tháng 2 năm 1980  | Kleť           | Kleť                                                   |
| 8991 Solidarity    | 1980 PV1     | 6 tháng 8 năm 1980   | La Silla       | ESO                                                    |
| 8992 Magnanimity   | 1980 TE7     | 14 tháng 10 năm 1980 | Nanking        | Purple Mountain Observatory                            |
| 8993 Ingstad       | 1980 UL      | 30 tháng 10 năm 1980 | La Silla       | R. M. West                                             |
| 8994 Kashkashian   | 1980 VG      | 6 tháng 11 năm 1980  | Anderson Mesa  | B. A. Skiff                                            |
| 8995               | 1981 EB9     | 1 tháng 3 năm 1981   | Siding Spring  | S. J. Bus                                              |
| 8996               | 1981 EC10    | 1 tháng 3 năm 1981   | Siding Spring  | S. J. Bus                                              |
| 8997               | 1981 ES14    | 1 tháng 3 năm 1981   | Siding Spring  | S. J. Bus                                              |
| 8998               | 1981 EG23    | 3 tháng 3 năm 1981   | Siding Spring  | S. J. Bus                                              |
| 8999               | 1981 EJ28    | 2 tháng 3 năm 1981   | Siding Spring  | S. J. Bus                                              |
| 9000 Hal           | 1981 JO      | 3 tháng 5 năm 1981   | Anderson Mesa  | E. Bowell                                              |